# Węzeł autostradowy Westhofener Kreuz
Węzeł autostradowy Westhofener Kreuz (niem. Westhofener Kreuz) – węzeł drogowy na skrzyżowaniu autostrad A1 i A45 w kraju związkowym Nadrenia Północna-Westfalia w Niemczech. Nazwa węzła pochodzi od dzielnicy miasta Schwerte.

## Natężenie ruchu
Dziennie przez węzeł autostradowy Westhofener przejeżdża około 160 tys. pojazdów.
| Z                     | Do                       | Średnie dzienne natężenie ruchu |
| --------------------- | ------------------------ | ------------------------------- |
| AS Schwerte (A1)      | Westhofener Kreuz        | 90 400                          |
| Westhofener Kreuz     | AS Hagen-Nord (A1)       | 71 700                          |
| AS Dortmund-Süd (A45) | Westhofener Kreuz        | 76 100                          |
| Westhofener Kreuz     | AS Schwerte-Ergste (A45) | 83 400                          |

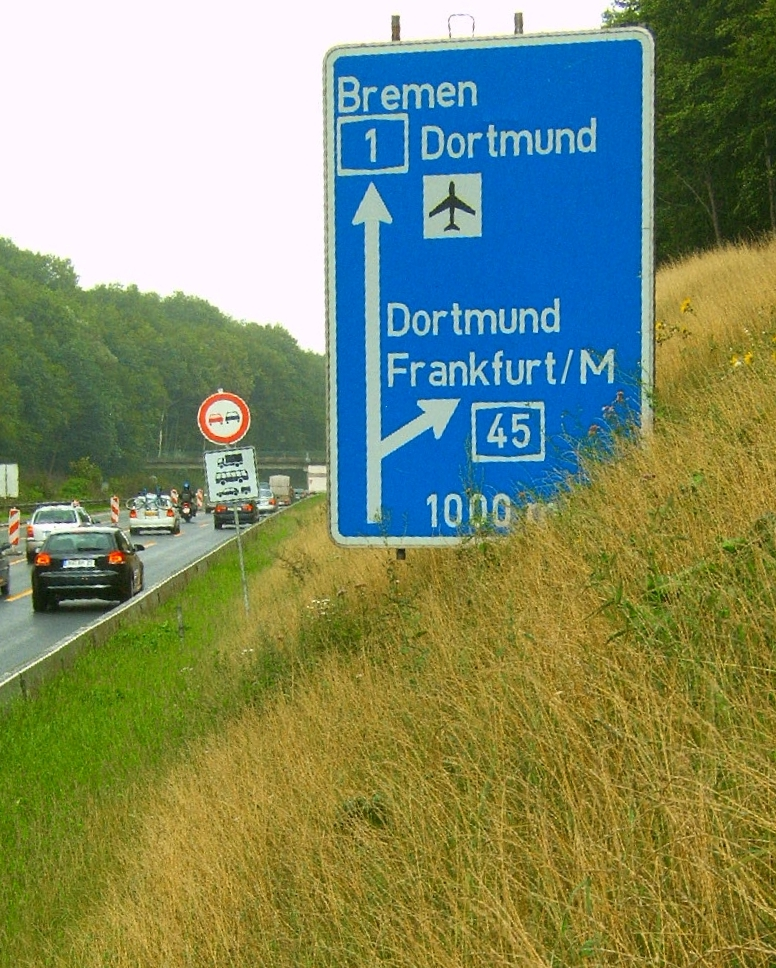
Tablica przeddrogowskazowa przy węźle Westhofener
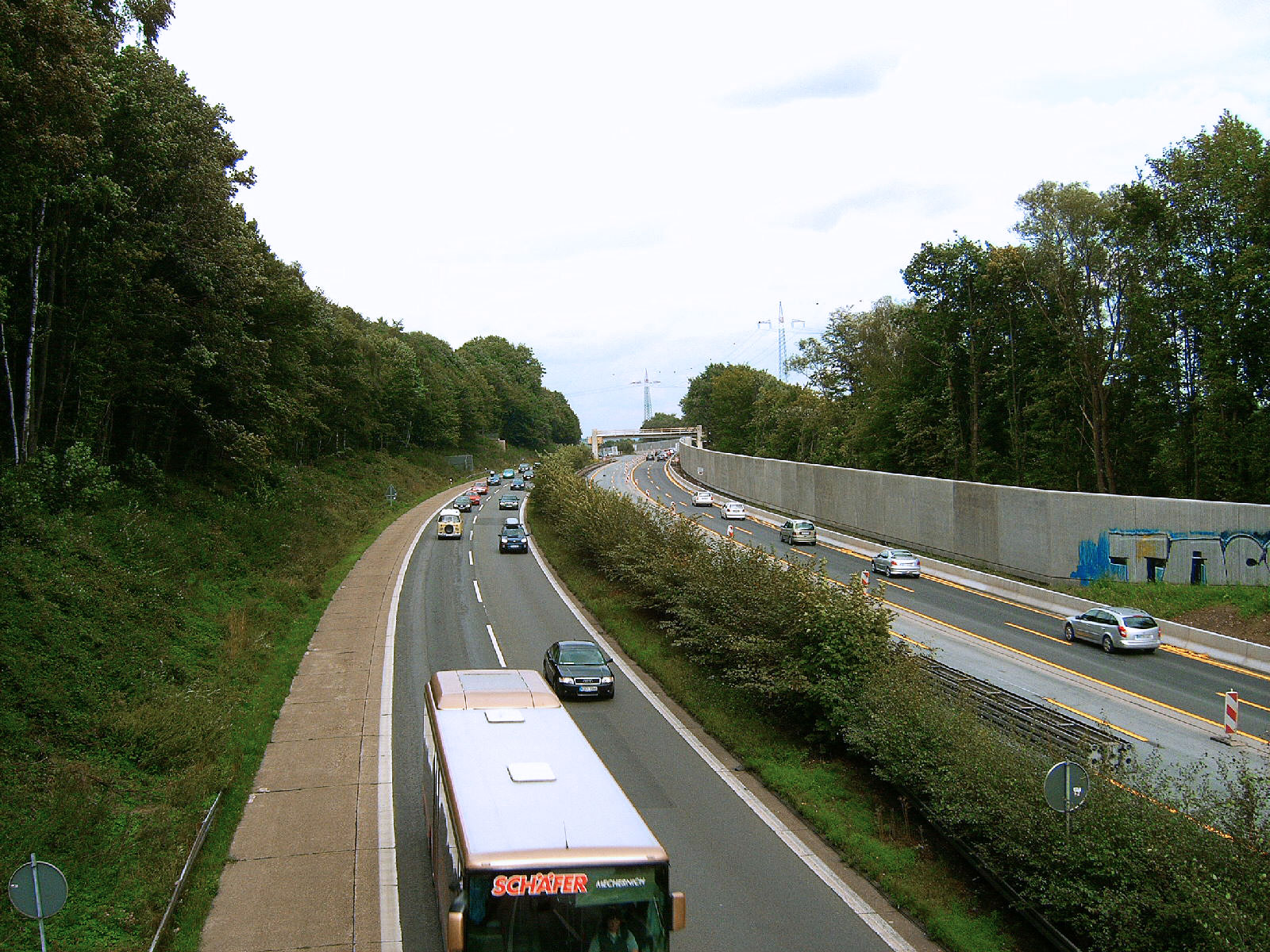
Odcinek autostrady A1 w okolicy węzła Westhofener (w trakcie remontu, 2006)